# NGC 4158
NGC 4158 ist eine Spiralgalaxie vom Hubble-Typ Sb im Sternbild Haar der Berenike am Nordsternhimmel. Sie ist schätzungsweise 108 Millionen Lichtjahre von der Milchstraße entfernt und hat einen Durchmesser von etwa 65.000 Lichtjahren.
Das Objekt wurde am 27. April 1785 von dem Astronomen Wilhelm Herschel mithilfe seines 18,7-Zoll-Spiegelteleskops entdeckt.